# Романове (Керченський район)
Рома́нове (до 1948 — Аргин-Тьобечик, крим. Arğın Töbeçik) — село Керченського району Автономної Республіки Крим, Україна. Орган місцевого самоврядування — Виноградненська сільська рада

## Населення
Згідно з переписом УРСР 1989 року чисельність наявного населення села становила 153 особи, з яких 70 чоловіків та 83 жінки.
За переписом населення України 2001 року в селі мешкало 236 осіб.

### Мова
Розподіл населення за рідною мовою за даними перепису 2001 року:
| Мова              | Відсоток |
| ----------------- | -------- |
| кримськотатарська | 48,31 %  |
| російська         | 41,95 %  |
| українська        | 8,05 %   |
| молдовська        | 0,42 %   |
| інші              | 1,27 %   |